# Designerdrog

Kemisk struktur på efedrin, som både ingår i receptbelagda läkemedel och missbrukas.

Den kemiska strukturen på amfetamin, som togs fram 1887 som analog till efedrin.

MDMA, eller ecstasy, togs fram som analog till amfetamin 1914.

Designerdrog är ett samlingsnamn för psykoaktiva droger som skapas utanför den traditionella läkemedelsindustrin, men som ofta påminner om äldre droger. Nya designerdroger med okända verkningar skapas för att försöka kriggå narkotikalagstiftning, och kallas då ibland "legal high". Designerdroger används för deras psykoaktiva verkan som narkotika.

## Tillverkning
Designerdroger tillverkas i underground-laboratorier i olika delar av världen. Allt eftersom droger narkotikaklassas, varmed de juridiska riskerna ökar för handeln, tas nya droger fram. Som regel har uppfinnarna till syfte att finna analoger till de narkotikaklassade preparaten, för att på det viset inte omfattas av förbuden att saluföra produkterna. En del designerdroger har funnits i över hundra år, och deras kort- och långsiktiga verkningar är därför kända. Nya designerdroger uppkommer också, och deras fysiska och psykiska verkningar är inte utforskade. Ett ibland använt begrepp för dessa mindre utforskade ämnen är i drogsammanhang "forskningskemikalie" (research chemical).

## Saluföring
Många designerdroger som narkotikaklassas, kan fortsätta säljas illegalt eftersom det uppstått en efterfrågan. Amfetaminliknande designerdroger har länge funnits i västvärlden. I forna Östblocket brukades företrädesvis analoger till metkatinon (syntetisk katinon), vilket spreds till västvärlden under 1990-talet. En ny sådan designerdrog är MDPV, som 2010 eller något tidigare, började saluföras som badsalt, plantnäring, och insektsbekämpningsmedel, men som öppet angavs innehålla "laglig metamfetamin" eller dylikt. MDPV är dock olagligt att införa till bl.a. Sverige, oavsett användningsområde. I USA kunde dock dessa produkter återsäljas i butiker, där "badsaltet" kunde ha poetiska namn som Cloud, Moon dust och Bohemian bath salts.

## Verkningar
Droger som funnits länge, som amfetamin, har mycket väldokumenterade effekter. Kunskaperna om nya designerdroger är ofullständiga, eftersom de inte testats i traditionella laboratorier eller genomgått traditionell läkemedelskontroll.